# Macedonia na Letnich Igrzyskach Paraolimpijskich 2012
Macedonię na Letnich Igrzyskach Paraolimpijskich 2012 w Londynie reprezentowało dwoje strzelców. Był to piąty występ reprezentacji Macedonii na letnich igrzyskach paraolimpijskich (poprzednie miały miejsce w latach: 1996, 2000, 2004 i 2008). Chorążym reprezentacji był Branimir Jowanowski, który reprezentował wcześniej Macedonię na igrzyskach paraolimpijskich (w Londynie nie startował w zawodach).
Pierwsze złoto dla Macedonii zdobyła Oliwera Nakowska-Bikowa. Dzięki jej osiągnięciu Macedonia zajęła 52. miejsce w tabeli medalowej.

## Zdobyte medale
| Medal | Zawodnik                | Dyscyplina  | Konkurencja                     | Data        |
| ----- | ----------------------- | ----------- | ------------------------------- | ----------- |
| Złoto | Oliwera Nakowska-Bikowa | Strzelectwo | Pistolet pneumatyczny, 10 m SH1 | 31 sierpnia |

## Wyniki

### Strzelectwo
Mężczyźni
| Zawodnik          | Konkurencja                     | Kwalifikacje | Kwalifikacje | Finał    | Finał   | Źródło |
| Zawodnik          | Konkurencja                     | Rezultat     | Pozycja      | Rezultat | Pozycja | Źródło |
| ----------------- | ------------------------------- | ------------ | ------------ | -------- | ------- | ------ |
| Wanczo Karanfiłow | Pistolet pneumatyczny, 10 m SH1 | 553 pkt.     | 22           | NQ       | NQ      | [ 4 ]  |
| Wanczo Karanfiłow | Pistolet, 25 m SH1              | 556 pkt.     | 10           | NQ       | NQ      | [ 5 ]  |
| Wanczo Karanfiłow | Pistolet, 50 m SH1              | 492 pkt.     | 27           | NQ       | NQ      | [ 6 ]  |

Kobiety
| Zawodnik                | Konkurencja                     | Kwalifikacje | Kwalifikacje | Finał      | Finał   | Źródło |
| Zawodnik                | Konkurencja                     | Rezultat     | Pozycja      | Rezultat   | Pozycja | Źródło |
| ----------------------- | ------------------------------- | ------------ | ------------ | ---------- | ------- | ------ |
| Oliwera Nakowska-Bikowa | Pistolet pneumatyczny, 10 m SH1 | 381 pkt.     | 1            | 475,7 pkt. | złoto   | [ 7 ]  |
| Oliwera Nakowska-Bikowa | Pistolet, 25 m SH1              | 553 pkt.     | 12           | NQ         | NQ      | [ 5 ]  |
| Oliwera Nakowska-Bikowa | Pistolet, 50 m SH1              | 515 pkt.     | 17           | NQ         | NQ      | [ 6 ]  |